# Universidad de Chile (estación)
Universidad de Chile es una estación ferroviaria que forma parte de la red del metro de Santiago en Chile. Se encuentra por subterráneo entre las estaciones Santa Lucía y La Moneda de la Línea 1 y entre las estaciones Plaza de Armas y Parque Almagro de la Línea 3. La estación se ubica en la comuna de Santiago.

## Características y entorno

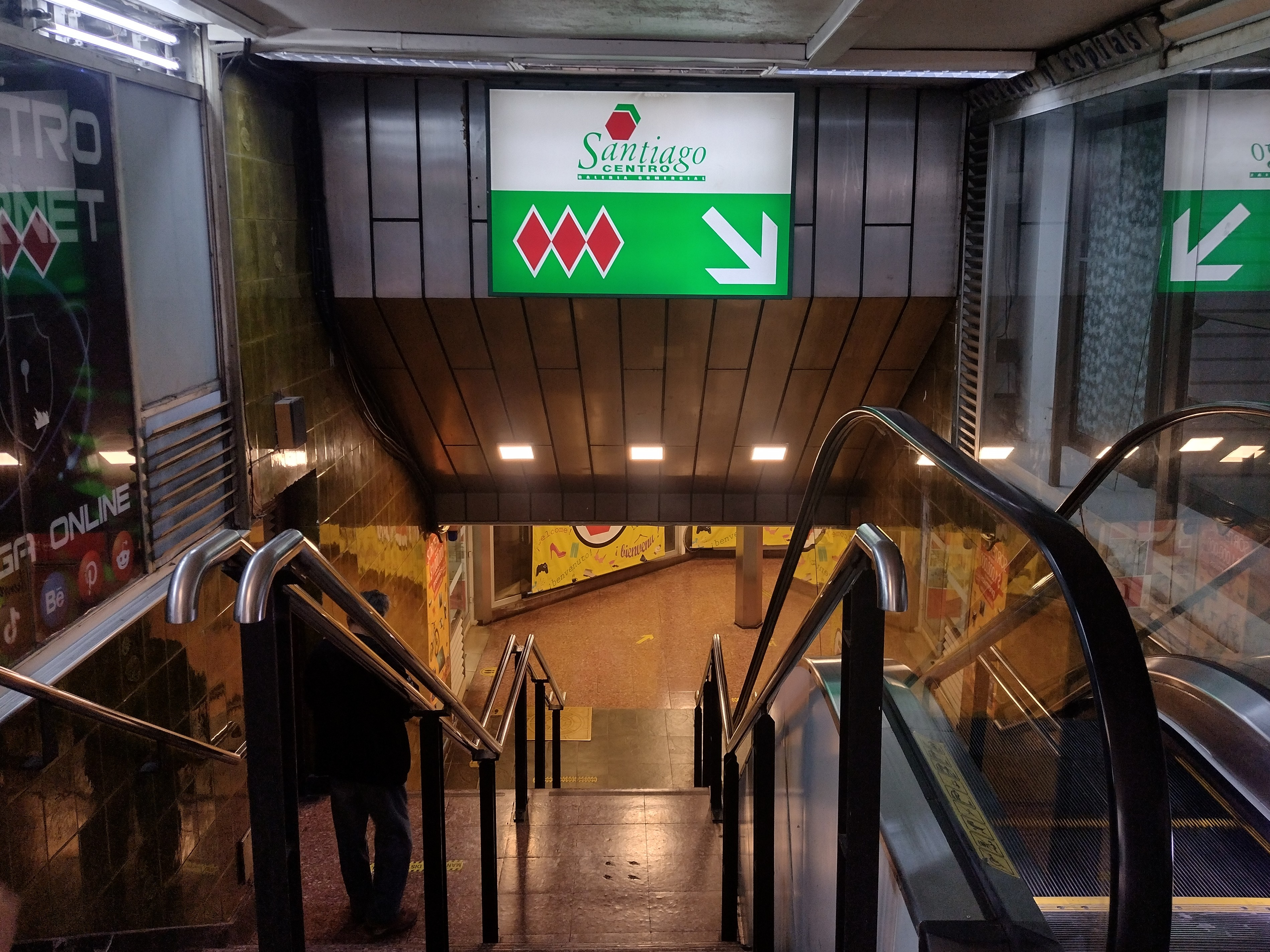
Acceso a la estación desde la Galería Santiago Centro.

Presenta un flujo altamente congestionado de pasajeros, debido a que se ubica en el punto más transitado de la ciudad de Santiago, por donde pasa diariamente más de un millón de personas. A pesar de esto y a diferencia de muchas otras estaciones de la red, no se han registrado notorias congestiones (que obliguen a cerrarla), lo que se explica por sus grandes dimensiones y  múltiples accesos posibles. Se ubica exactamente bajo la intersección de la Alameda Bernardo O'Higgins con el paseo Ahumada por el norte, y con la calle Arturo Prat por el sur.
La estación posee una afluencia diaria promedio de 92 050 pasajeros, y además es la estación que presenta la mayor cantidad de escaleras mecánicas dentro de la red, con 17.
En el entorno inmediato de la estación, se encuentra hacia el sur la casa central de la Universidad de Chile —que le da su nombre— y el Instituto Nacional, que provee un número cercano a los 5000 pasajeros, cantidad significativa para el número global que transita por ella. Hacia el norte, está el paseo Ahumada, importante arteria comercial del centro de la ciudad, que incluye casas comerciales y sucursales bancarias. Al oeste, se consolida el barrio cívico, con instalaciones imponentes como el edificio de la Bolsa de Comercio de Santiago, la casa matriz del Banco del Estado de Chile, o el Ministerio de Defensa; el Palacio de la Moneda queda a corta distancia. Hacia el este, se ubica más equipamiento comercial y urbano (por ejemplo, el edificio del Ministerio de la Vivienda). Es destacable también que su salida hacia calle Serrano se halla ubicada a la entrada del barrio París-Londres, de marcado estilo europeo.
El 21 de septiembre de 2023 un grupo de fanáticos de Jujutsu Kaisen comenzó a instalar velas y mensajes en un letrero publicitario de Crunchyroll instalado en un andén de la estación Universidad de Chile del Metro de Santiago. Con el paso de los días el lugar se convirtió en un improvisado memorial dedicado a Satoru Gojō, convirtiéndose en un fenómeno viral.

### Accesos
| Acceso | Intersección              |
| ------ | ------------------------- |
| A      | Alameda con Nueva York    |
| B      | Alameda con Paseo Ahumada |
| C      | Alameda con Estado        |
| D      | Alameda con Serrano       |
| E      | Alameda con Arturo Prat   |

## MetroArte

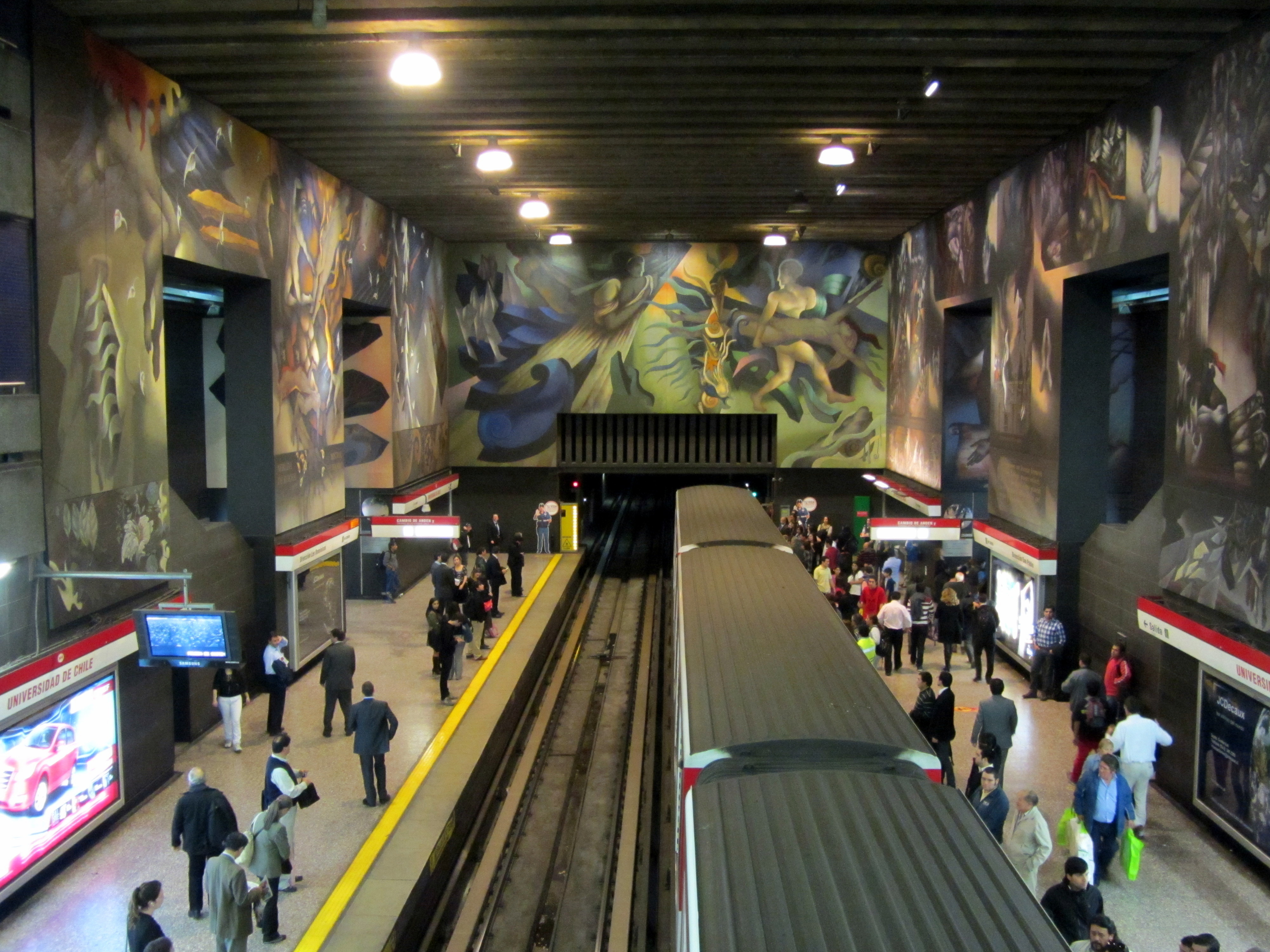
Vista de una porción de Memoria visual de una nación.

La estación se encuentra adornada con una serie de murales del pintor chileno Mario Toral que forman una gran obra de 1200 m² titulada Memoria visual de una nación. Todos los paneles tienen relación con la historia y cultura de Chile. Sobre los túneles están El encuentro (E) y Tributo a nuestro océano; en las paredes de los andenes, Homenaje a la poesía (SW), Los conflictos (NW), Antiguos pobladores (NE) y La conquista (SE), y en los muros bajando las escaleras Adoración del canelo (NE), Crucifixión (SE), Arturo Prat (NW) e Isla de Pascua (SW). Gracias a las pinturas de Toral, la estación fue elegida en 2011 por Lonely Planet entre las 10 más artísticas del mundo.

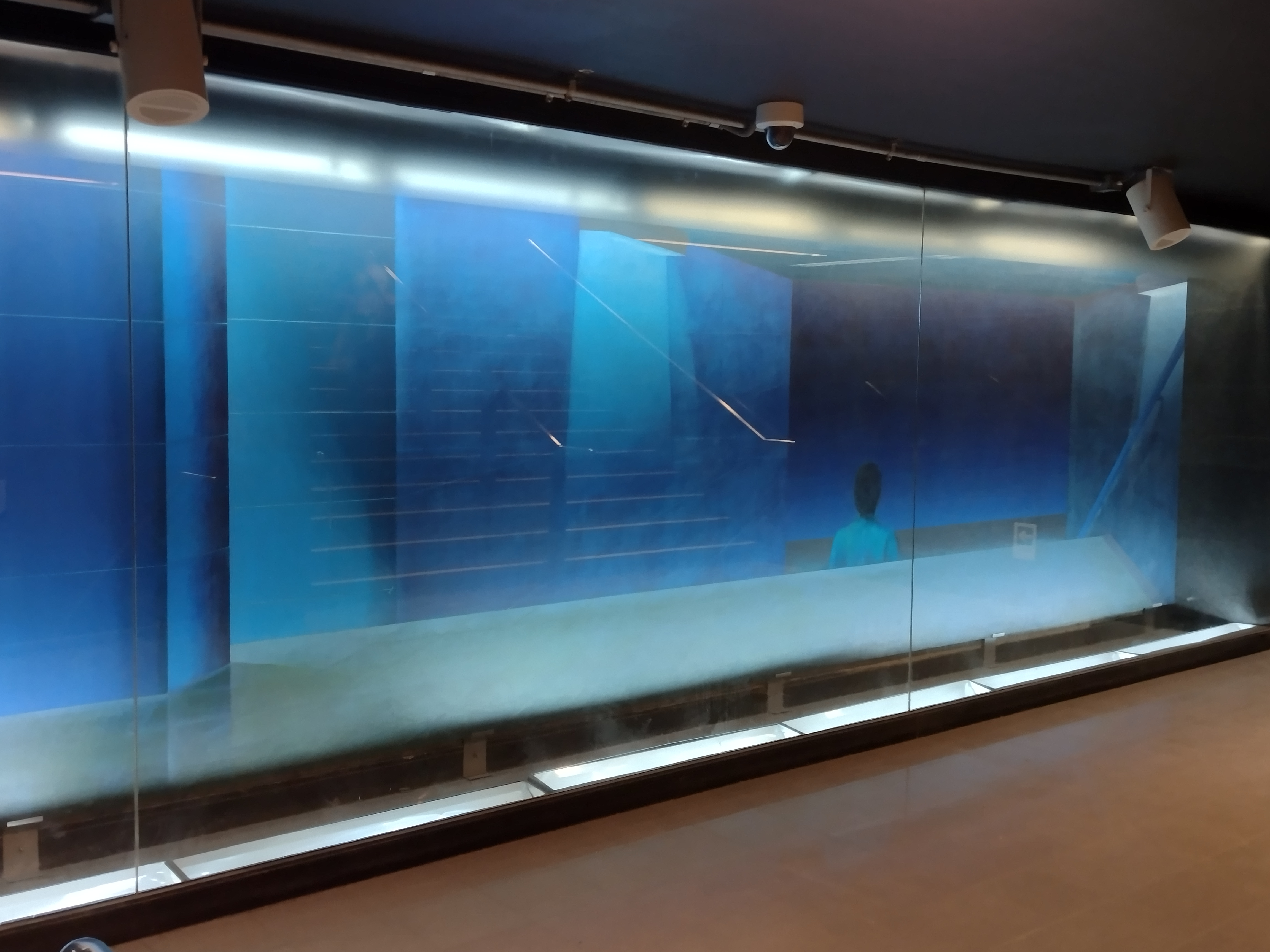
Interior urbano (1993) de Hernán Miranda.

Además de la serie de murales, también se encuentra dentro de la estación la obra Interior Urbano, una pieza realizada por Hernán Miranda la cual muestra a una persona sentada de espaldas en un fondo azul. Fue revelada en 1993 y se considera como el primer proyecto del programa de MetroArte. 
Adicionalmente, en la estación se encuentran 4 dioramas realizados por el artista Zerreitug: Pérgola de las Flores en Alameda (el cual retrata al recinto en su ubicación original junto con la Iglesia de San Francisco), Estrecho de Magallanes (una obra que muestra la llegada de Charles Darwin y Robert FitzRoy al canal Beagle), Fundación de la Universidad de Chile (en cuya escena se destaca al fundador de dicha universidad, Andrés Bello) y Fundación de Santiago (en la cual se retrata el día de la fundación de Santiago de Nueva Extremadura).

## Origen etimológico
El nombre de esta estación se origina en que se ubica exactamente bajo la Casa Central de la Universidad de Chile.
Se simbolizaba antiguamente con un chuncho, popular signo del club de fútbol profesional que nació de esta casa de estudios, mientras que en la actualidad se simboliza con una ilustración de la fachada de la casa central de la universidad.

## Línea 3

### Proyecto original

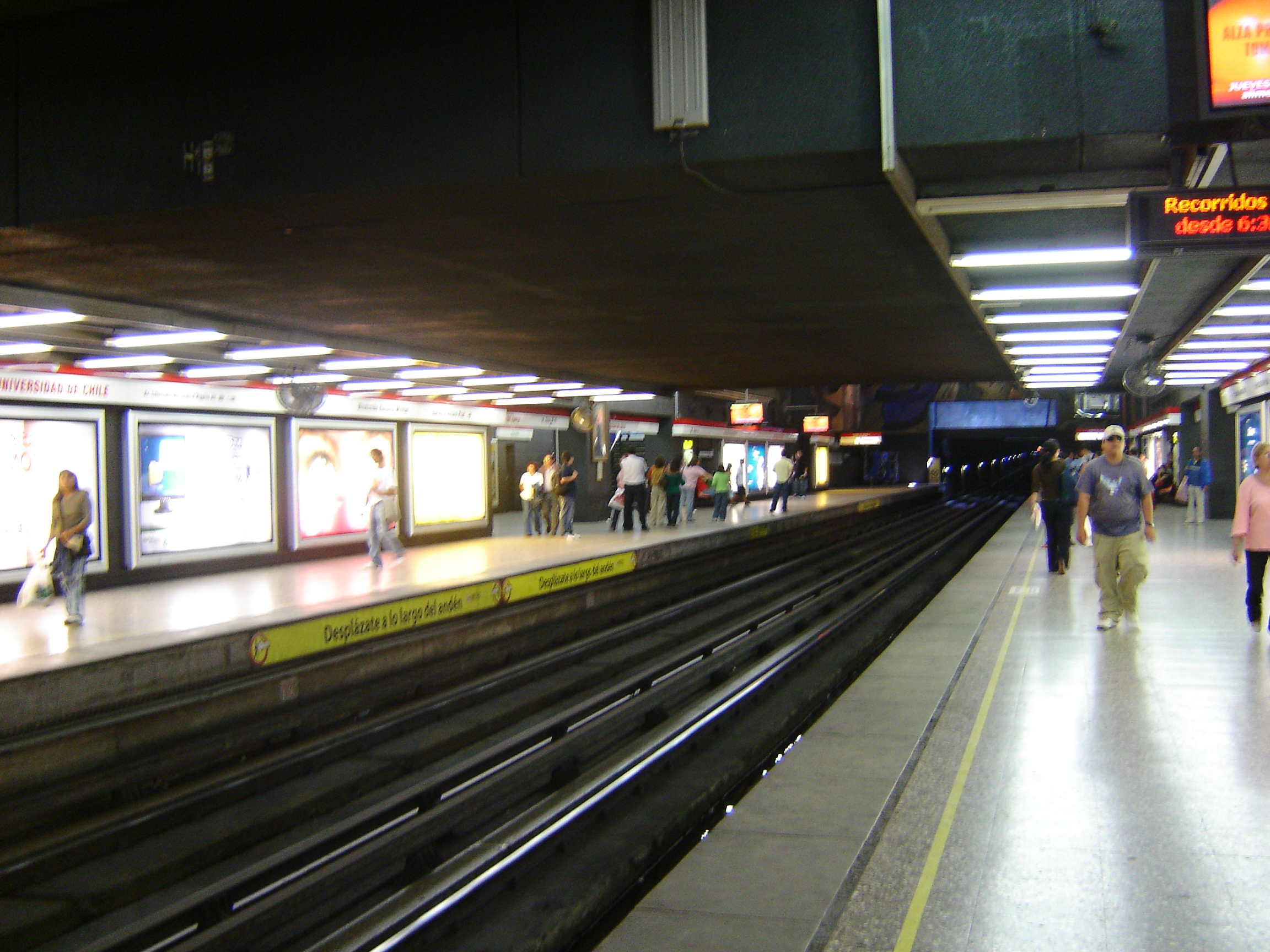
Andén de Línea 1. En la parte superior de la imagen se aprecia la base del andén original de la Línea 3, que finalmente no fue utilizado.

La mezzanina superior de la estación estaba diseñada originalmente como andén para la Línea 3, que en principio correría por debajo de las calles Ahumada (por el norte) y Arturo Prat (por el sur). Por este motivo, la mezzanina contiene incluso el espacio para la instalación de vías, que actualmente está cubierto con una losa para dejar un espacio plano en todo el nivel; este espacio puede observarse tras ingresar a la estación desde Ahumada, caminando en forma recta hacia la oficina de transporte de pasajeros Tur Bus ubicada en la estación. Se aprecia claramente la unión entre la losa original y la losa que recubre el espacio destinado para las vías.
Desde el andén de la línea 1 también puede observarse el de la línea 3, ya que en este sector las vigas están bastante más bajas respecto a la base de la mezzanina inferior, quedando a poca distancia del techo de los trenes, de manera de dejar el espacio a las vías y las ruedas de los vagones.

### Proyecto definitivo
El andén original estaba diseñado para una vía de rodadura neumática, con trenes angostos (similares a los de las primeras líneas), y con un túnel construido a tajo abierto (a menor profundidad). Este andén finalmente no fue utilizado, ya que el proyecto definitivo de la línea 3 corre por calles Bandera (por el norte) y San Diego (por el sur), y cruza por debajo de la Línea 1, combinando por el costado poniente del andén de esta última. Las líneas nuevas se están construyendo en forma subterránea, con rodadura de acero y trenes más anchos, por lo que la antigua conexión entre ambas líneas quedó obsoleta antes de poder entrar en operación. A diferencia de las estaciones fantasma, no se trata de un lugar cerrado, sino de un espacio abierto al público, al que se le ha dado un uso diferente. Entrando a la estación, en sentido poniente-oriente, es posible observar lo que pudo ser la interconexión entre ambas líneas. El descartado acceso se encuentra tapiado pero las luces del túnel evidencian lo anterior.

## Galería

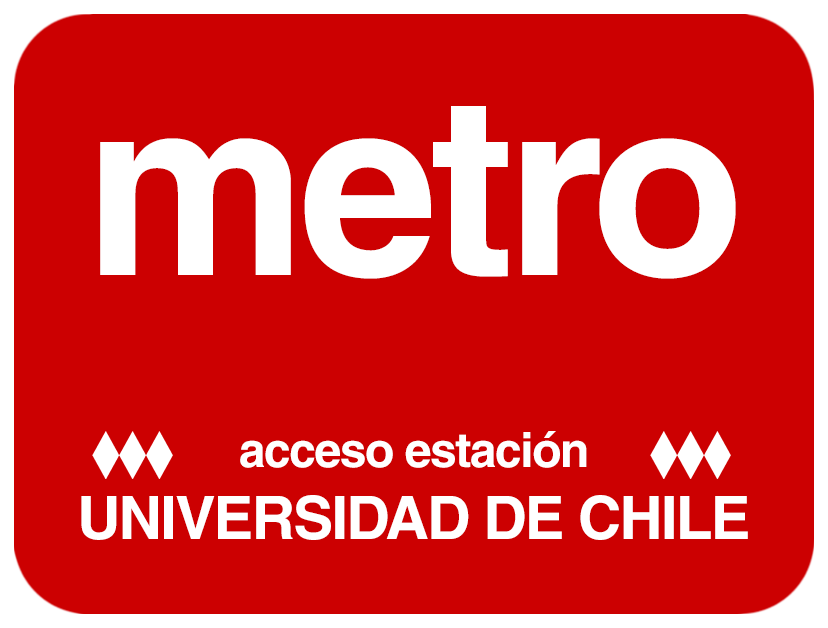
Letrero utilizado en los accesos a la estación hasta 1997.
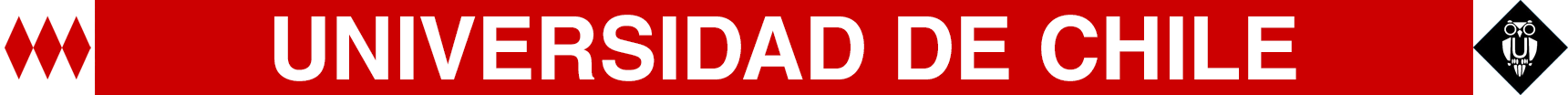
Cenefa antigua utilizada en los andenes de Línea 1.
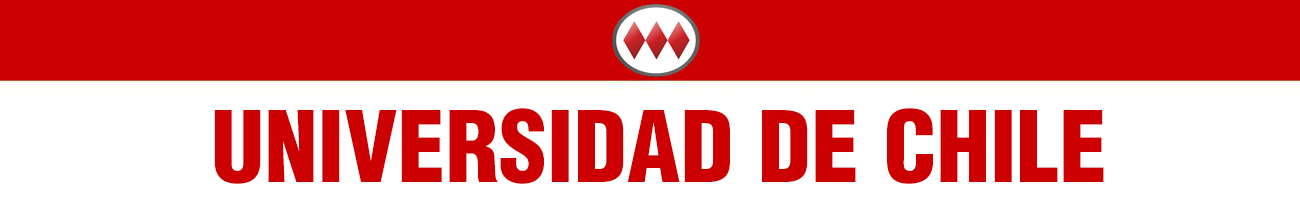
Cenefa utilizada actualmente en los andenes de Línea 1.
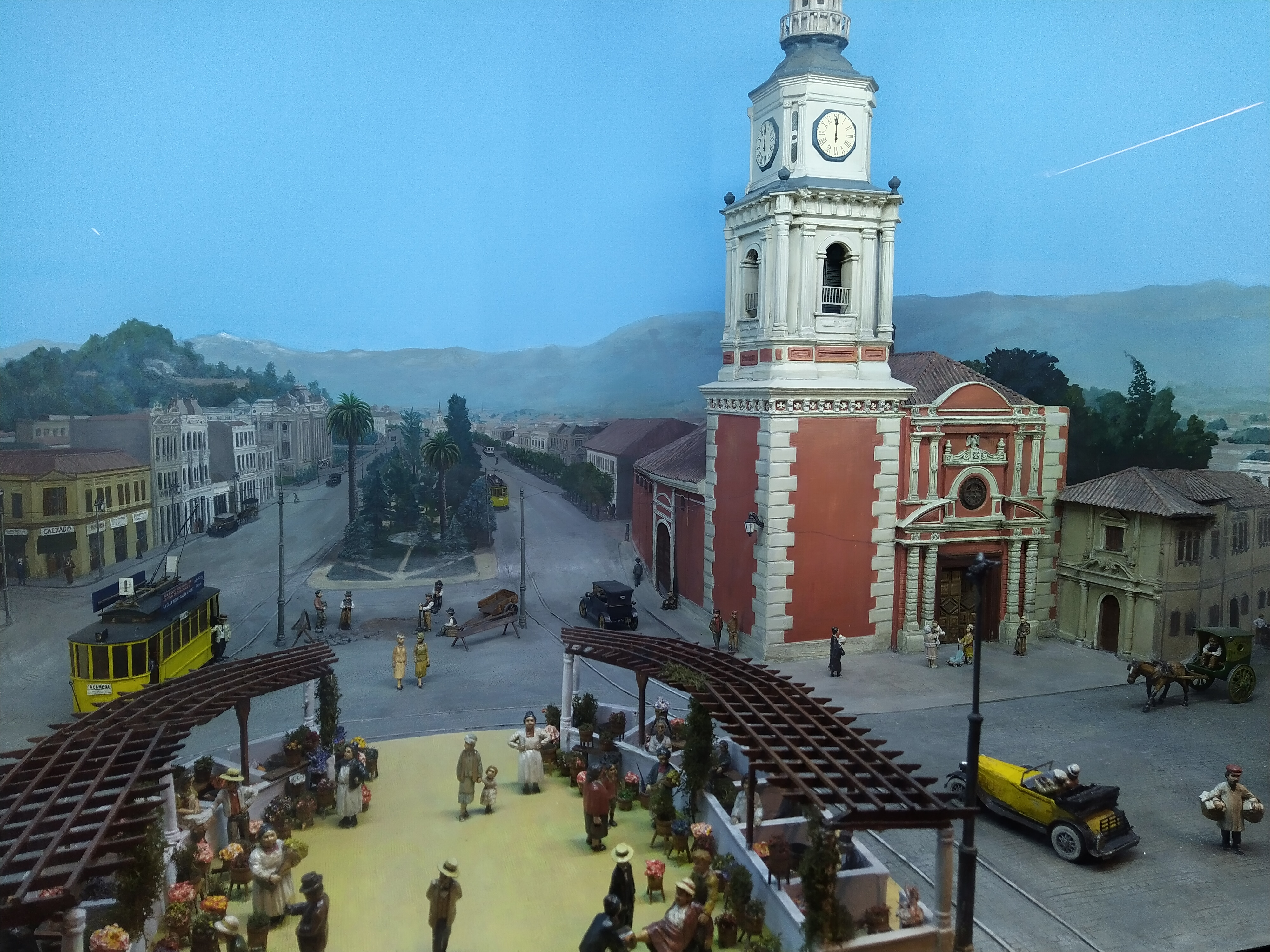
Diorama de la Iglesia de San Francisco.
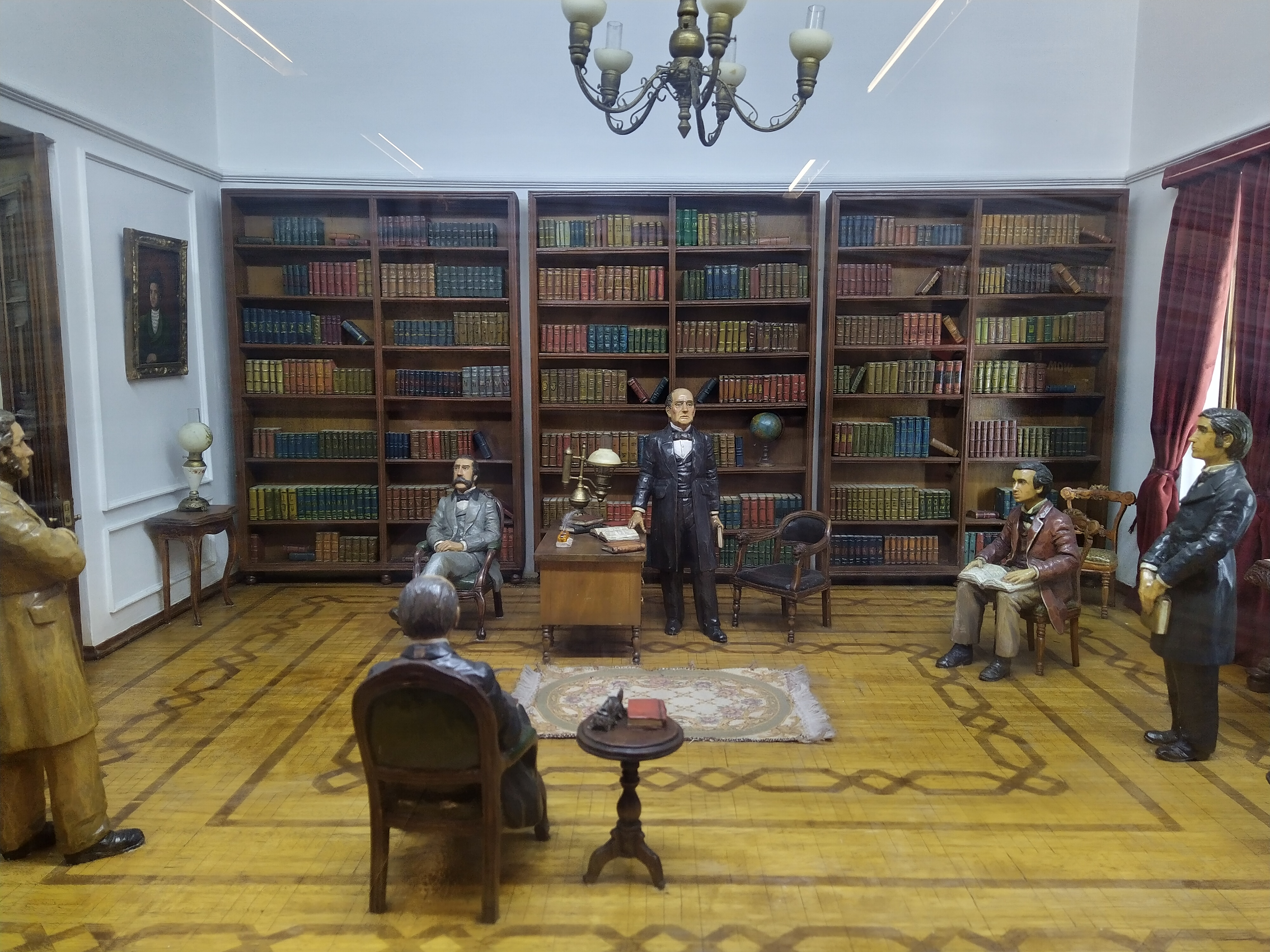
Diorama de la Fundación de la Universidad de Chile.
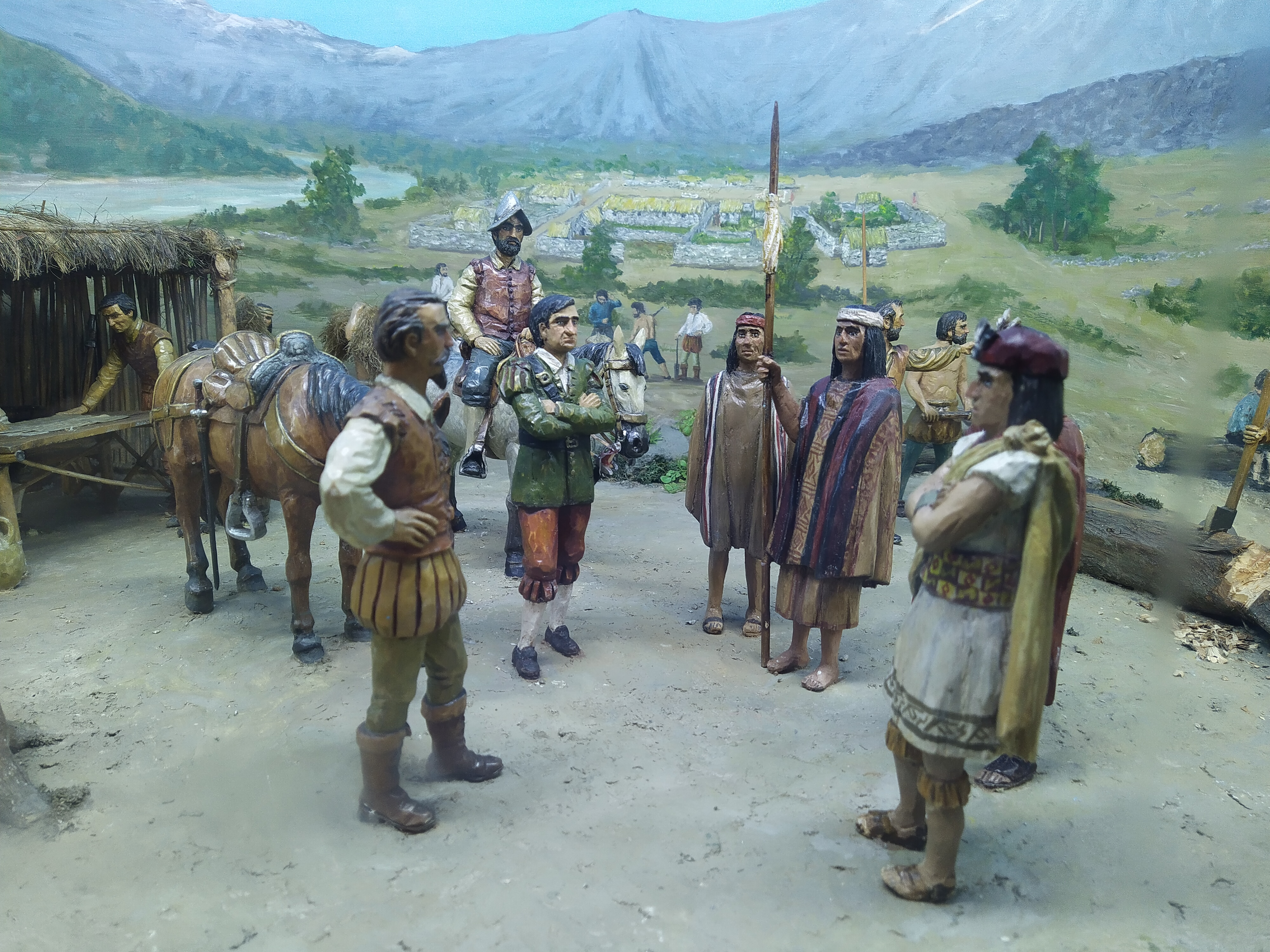
Diorama de la fundación de Santiago de Chile.
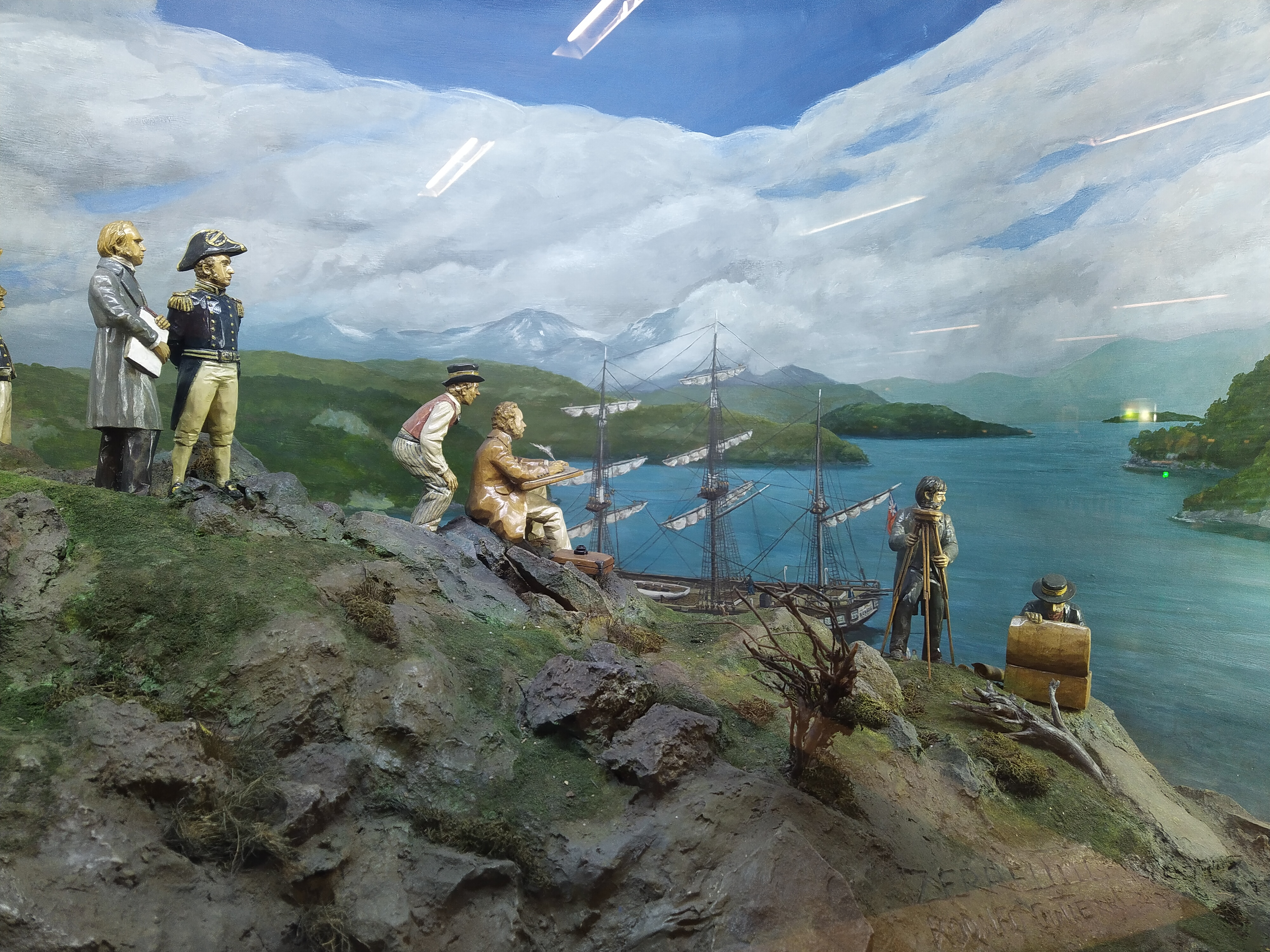
Diorama de Charles Darwin en el Canal Beagle.
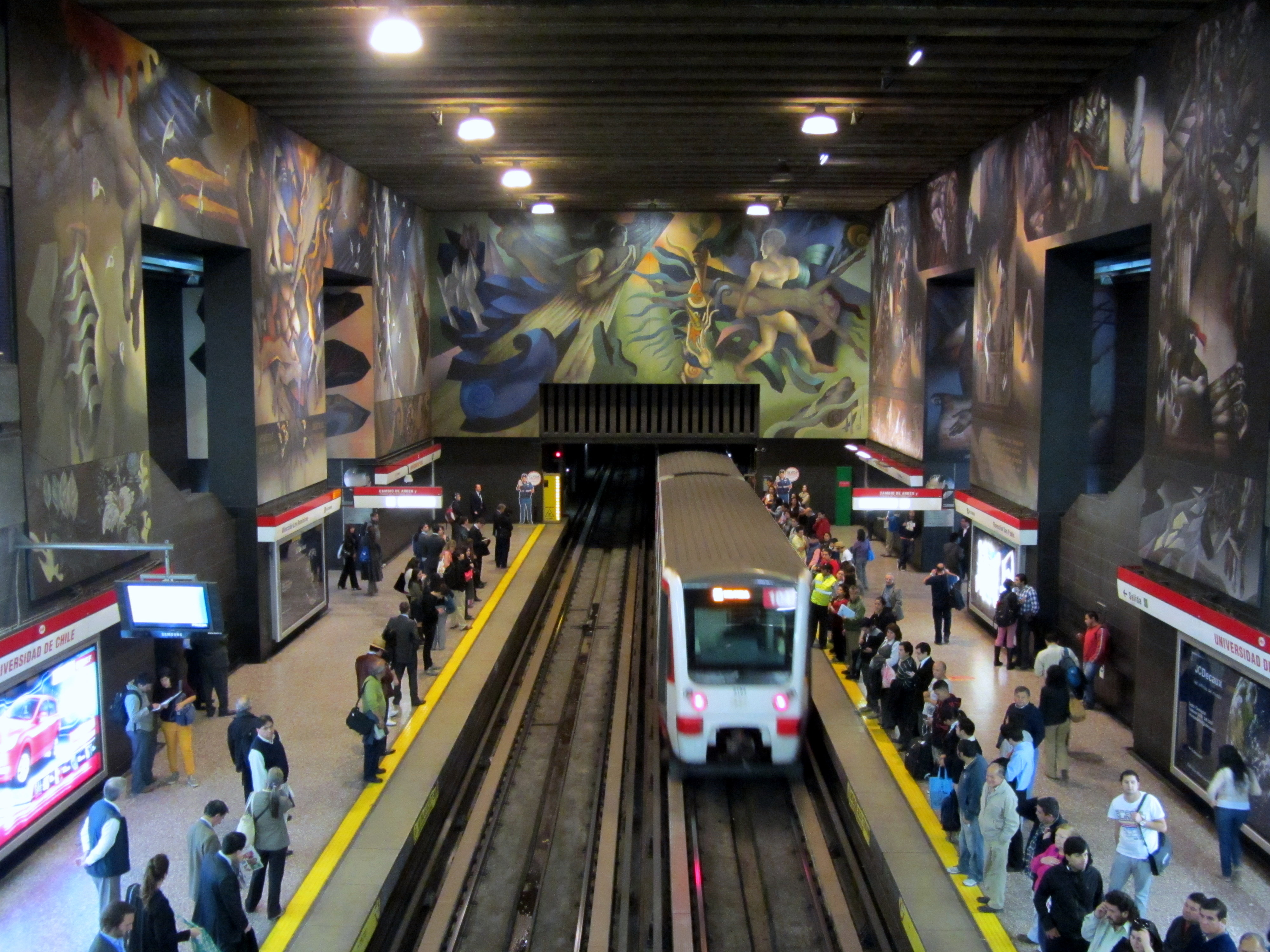
Vista de los andenes correspondientes a la Línea 1.
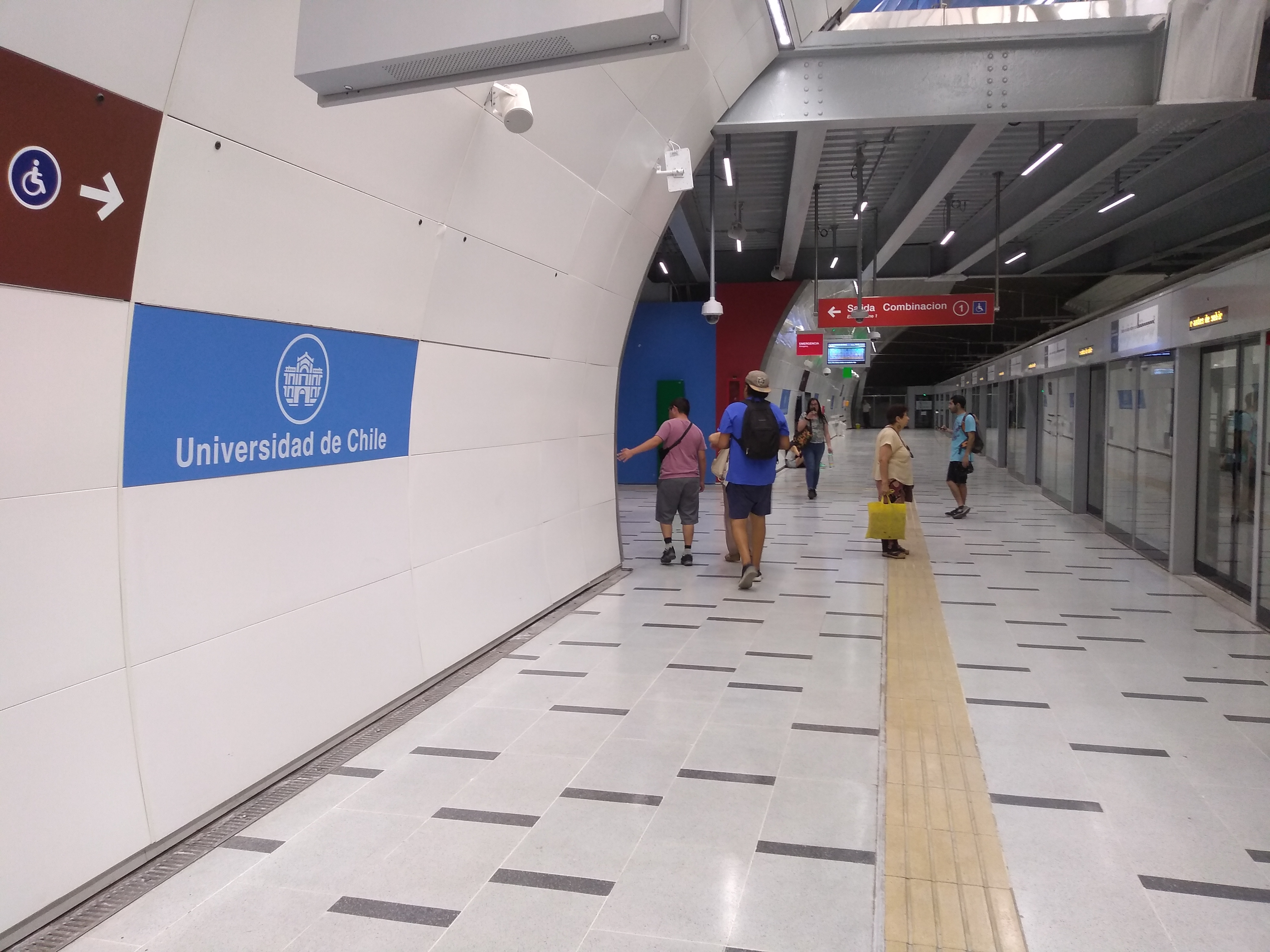
Vista de uno de los andenes correspondientes a la Línea 3.
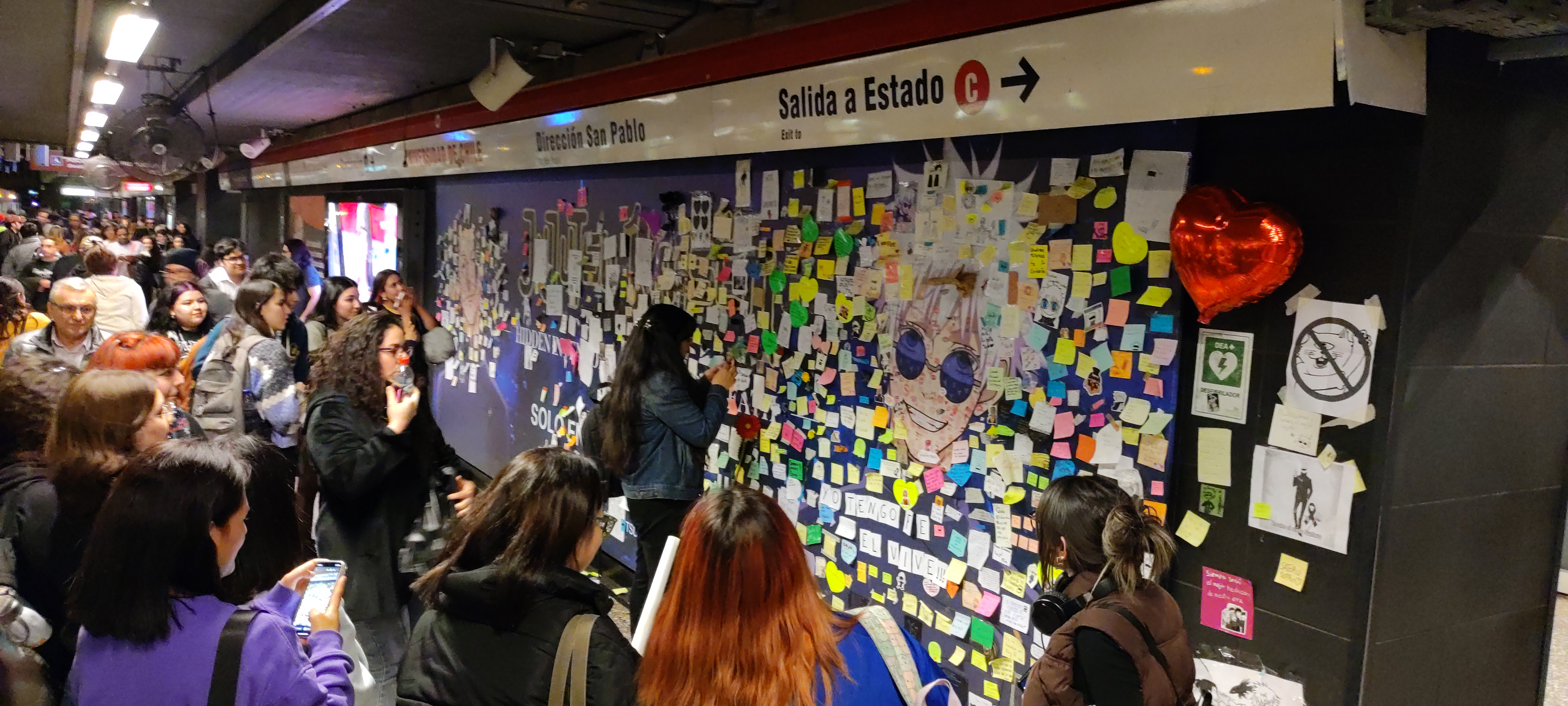
Memorial improvisado a Satoru Gojō realizado en 2023.

## Conexión con Red Metropolitana de Movilidad
La estación posee 7 paraderos de la Red Metropolitana de Movilidad en sus alrededores (sin la existencia del paradero 1), los cuales corresponden a:
| Paradero/ Código                     | Recorridos |
| ------------------------------------ | --- |
| Parada 2 / Metro U. de Chile (PA375) | 406 (Pudahuel) - 407 (Enea) - 422 (Población Teniente Merino) - 426 (Pudahuel) - 513 (El Montijo) |
| Parada 3 / Metro U. de Chile (PA183) | 210 (Estación Central) - 210e (Estación Central) - 210v (Estación Central) - 302n (La Pintana) - 345 (Lo Espejo) - 385 (Villa Francia) - 403 (Metro Santa Ana) - 412 (Enea) - 418 (Enea) - 424 (Pudahuel Sur) - 516 (Pudahuel Sur) - 518 (J.J. Pérez) - 519 (Alameda) - F30n (La Moneda) - I10n (Villa Los Héroes) - I14n (Mall Plaza Oeste) |
| Parada 4 / Metro U. de Chile (PA345) | 106 (Nueva San Martín) - 109n (Maipú) - 125 (Lo Espejo) - 401 (Maipú) - 404 (El Descanso) - 405 (Maipú) - 419 (Villa Los Héroes) - 421 (Maipú) - 423 (Nueva San Martín) - 432n (Maipú) - 445c (Centro) - 481 (Av. Portales) - 541n (El Tranque) - I09 (Rinconada) - I09e (Rinconada)                                                         |
| Parada 5 / Metro U. de Chile (PA339) | 125 (Fin de recorrido) - 302n (Alameda) - 401 (Las Condes) - 406 (Cantagallo) - 407 (Las Condes) - 421 (San Carlos de Apoquindo) - 424 (Fin de recorrido) - 426 (La Dehesa) - 432n (La Reina) - 516 (Las Parcelas) - 519 (Av. Grecia) - 541n (Colón) - I10n (Alameda)                                                                        |
| Parada 6 / Metro U. de Chile (PA167) | 210 (Puente Alto) - 210e (Puente Alto) - 210v (Av. México) - 345 (Alameda) - 385 (Mall Florida Center) - 403 (La Reina) - 412 (La Reina) - 418 (Av. Tobalaba) - 422 (La Reina) - 445c (Vitacura) - 513 (José Arrieta) - 518 (Bilbao) - F30n (Bajos de Mena) - I09 (Fin del recorrido) - I09e (Fin del recorrido) - I14n (Centro)             |
| Parada 7 / Metro U. de Chile (PA350) | 106 (Peñalolén) - 109n (Plaza Italia) - 404 (Mapocho) - 405 (Cantagallo) - 419 (Plaza Italia) - 423 (Plaza Italia) - 481 (Plaza Italia) |
| Parada 8 / Metro U. de Chile (PA598) | 303 (Plaza Italia) - 314 (Plaza Italia) - 315e (Plaza Italia) - 406 (Cantagallo) - 426 (La Dehesa) - 516 (Las Parcelas) |